# 正則素數
正則素數是一種質數，由恩斯特·庫默爾在1847年為了處理費馬最後定理而引入。它具有許多種等價的定義方式。其中之一是：
定義. 素數 {\displaystyle p} 是正則素數，若且唯若 {\displaystyle p} 不整除分圓域 {\displaystyle \mathbb {Q} (\zeta _{p})} 的類數。此定義簡單卻不易計算。
另一種定義方式是：素數 {\displaystyle p} 是正則素數，若且唯若 {\displaystyle p} 不整除伯努利數 {\displaystyle B_{k}\quad (2\leq k\leq p-3,2|k)} 的分子。
頭幾個正則素數為：
3, 5, 7, 11, 13, 17, 19, 23, 29, 31, 41, ... （OEIS數列A007703）
庫默爾證明了：當 {\displaystyle p} 是正則素數時，{\displaystyle x^{p}+y^{p}=z^{p}} 不存在非零整數解。最小的10個非正則素數是 37、59、67、101、103、131、149、157、233、257（OEIS數列A000928）。
已知存在無窮多個非正則素數，而迄今仍未知是否存在無窮多個正則素數。

## 文獻
- Richard K. Guy, Unsolved Problems in Number Theory (3rd ed), Springer Verlag, 2004 ISBN 0-387-20860-7; section D2.